# Axonaler Transport
Unter axonalem Transport versteht man den Transport von Substanzen im Axon einer Nervenzelle. Man unterscheidet einen langsamen axonalen Transport, der nur in einer Richtung, vom Zellkörper (Soma) zum peripheren Ende des Axons, verläuft, und einen schnellen axonalen Transport, der in beiden Richtungen stattfindet.

## Aufgaben des Transportsystems in der Nervenzelle
Nahezu die gesamte Syntheseleistung einer Nervenzelle findet im Soma statt. Das Quell-Zellorganell der Syntheseprodukte ist meist das endoplasmatische Retikulum. Die dort aufgebauten Syntheseprodukte werden im Golgi-Apparat in den axonalen Transportmechanismus eingeschleust. Der Golgi-Apparat liegt hierfür günstig am Ursprung der Mikrotubuli, am Axonursprung.

## Langsamer axonaler Transport
Der langsame axonale Transport betrifft im Zellkörper synthetisierte Proteine, darunter vor allem die Strukturproteine des Zytoskeletts wie Tubulin und Aktin. Genauere Untersuchungen ergaben, dass er wiederum in zwei Komponenten mit etwas verschiedener Geschwindigkeit unterteilt werden kann. Die langsamere Komponente SCa (slow component a) bewegt sich in Axonen von Wirbeltieren nur 0,2 bis 1 mm am Tag weiter, wobei die beteiligten Proteine über Wochen eng beieinanderbleiben. Sehr wahrscheinlich handelt es sich dabei um eine Verschiebung intakter Mikrotubuli und Neurofilamente sowie zahlreicher mit diesen assoziierter Proteine (Mikrotubuli-assoziierte Proteine). Die etwas schnellere Komponente SCb besteht aus Aktin und zahlreichen anderen Proteinen, darunter den Enzymen der Glykolyse und anderer Prozesse des Intermediärstoffwechsels. Hier ist unklar, ob es sich ebenfalls um eine Verschiebung ganzer Aktin-Mikrofilamente oder kleinerer Aggregate handelt.

## Schneller axonaler Transport
Beim schnellen axonalen Transport handelt es sich hauptsächlich um Vesikel, welche durch Motorproteine (Kinesin, Dynein) entlang der Mikrotubuli bewegt werden. Es können Geschwindigkeiten von 25 bis 40 Zentimeter pro Tag erreicht werden. Der Transport kann sowohl stromabwärts in Richtung der Synapse erfolgen, als auch in umgekehrter Orientierung von der Synapse Richtung Soma.

### Anterograder Transport
Ausgehend vom Perikaryon (Nervenzellkörper) hin zur präsynapstischen Endigung in anterograder Richtung (stromabwärts) werden Membranmaterial und zur Sekretion bestimmte Substanzen (wie Neurotransmitter) transportiert. Dies geschieht mittels Granula oder Vesikeln, die an das Motorprotein Kinesin geheftet sind.

### Retrograder Transport
In der umgekehrten Richtung (retrograd, stromaufwärts) ist die Geschwindigkeit etwas geringer; hier werden Endprodukte des Stoffwechsels zurück zum Soma transportiert, außerdem zum Ab- und Umbau bestimmtes Membranmaterial sowie der Nervenwachstumsfaktor, der für das Überleben der Nervenzelle notwendig ist. Der retrograde Transport erfolgt über Vesikel, die an das Motorprotein Dynein geheftet sind. Es können aber auch Fremdstoffe transportiert werden. So gelangen Herpes-simplex- und Polioviren durch den retrograden Transport ins Gehirn. Auch das Tetanustoxin wird von der äußeren Wunde über Axone bis zu den hemmenden Renshaw-Zellen des Rückenmarks transportiert, wo es die Transmitterausschüttung unterdrückt, was zu einer andauernden Kontraktion der Skelettmuskulatur führt, dem Wundstarrkrampf.